# Xiyu

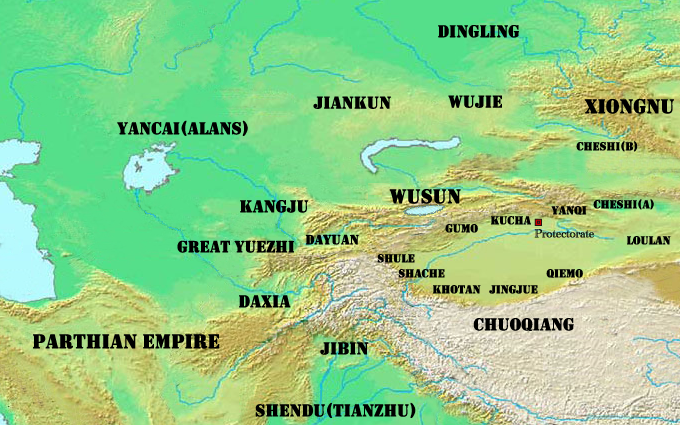
Regiones Occidentales del

Campaña del emperador Taizong contra los estados Xiyu (640–648)

Xiyu (en chino tradicional y simplificado, 西域; pinyin, Xīyù; Wade-Giles, Hsi-yü) o también Regiones del Oeste o Regiones Occidentales fue un nombre histórico específico empleado en las crónicas chinas entre el siglo III a. C. y el siglo VIII d. C. y que se refería tanto a las regiones localizadas al oeste de la Puerta de Jade, como más a menudo a Asia Central o, a veces, más específicamente, incluso a la parte más oriental de la misma (por ejemplo, la cuenca del Tarim en el sur de Sinkiang), aunque a veces se utilizaba de manera más general para referirse a otras regiones en el oeste de China, así como al subcontinente indio (como en Viaje al Oeste, obra anónima publicada en 1590 y una de las cuatro obras clásicas grandiosas de la literatura china).
Debido a su posición estratégica en la ruta de la seda, las regiones occidentales fueron históricamente significativas por lo menos desde el siglo siglo III a. C.. Fueron también el escenario del conflicto entre la dinastía Han y los xiongnu hasta el 89 d. C. En el siglo VI la dinastía Tang tomó el control de esta zona hasta la rebelión de An Lushan.
La región se volvió importante en los siglos siguientes como un conducto cultural entre Asia Oriental, el subcontinente indio, el mundo islámico y Europa, como en el período del Imperio mongol. Una de las exportaciones más importantes de las regiones occidentales fue el budismo, que fue llevado por los comerciantes y monjes peregrinos a China. Xuanzang, monje de  la dinastía Tang, cruzó la región en su camino de estudiar a la India, lo que dio lugar al texto clásico Narración del viaje a Occidente en la época de los Grandes Tang a su regreso a Chang'an, la capital Tang.